# Selangau
Huyện Selangau là một huyện thuộc bang Sarawak của Malaysia. Huyện Selangau có dân số thời điểm năm 2010 ước tính khoảng 24412 người.